# 巴特勒法案
《巴特勒法案》（英語：Butler Act）是1925年生效的美國田纳西州法案，此法案禁止公立學校教師教授不合於聖經解釋的人類起源，本法案也反對學習關於從聖經中較為低等的動物演化成人類的理論人類演化論。不過，這個法案卻沒有禁止教授其他動物或是植物的演化。此法案于1967年在州議會通過撤銷。为了验证该法案，一位名叫斯科普斯的教師故意在课堂上讲进化论，引发1925年“猴子审判”事件。